# Міжнародний аеропорт Буффало-Ніагара
Міжнародний аеропорт Буффало-Ніагара (IATA: BUF, ICAO: KBUF, FAA ідент. місц.: BUF) — міжнародний аеропорт, що обслуговує місто Буффало (штат Нью-Йорк, США) і регіон Золота підкова (штат Онтаріо, Канада). Знаходиться в місті Чиктевага, неподалік Буффало. Є третім за завантаженістю аеропортом штату, а в 2021 році аеропорт обслугував 2,896,000 пасажирів.